# Dietmar Millonig
Dietmar Millonig (1º giugno 1955) è un ex mezzofondista austriaco.

## Palmarès

### Europei indoor
- 1 medaglia:
  - 1 oro (Madrid 1986 nei 3000 metri piani)

## Campionati nazionali
1986
- Oro ai campionati austriaci di 25 km su strada - 1h16'22"

## Altre competizioni internazionali
1978
- 7º all'Athletissima ( Losanna), 1500 m piani - 3'40"88
- Oro alla BOclassic ( Bolzano) - 38'46"

1980
- Argento all'Athletissima ( Losanna), 3000 m piani - 7'43"66

1981
- 6º all'Athletissima ( Losanna), 5000 m piani - 13'25"95
- Bronzo all'ISTAF Berlin ( Berlino), 3000 m piani - 7'49"29

1982
- 6º ai Bislett Games ( Oslo), 10000 m piani - 27'42"98
- Argento al Golden Gala ( Roma), 3000 m piani - 7'51"99

1983
- 5º all'Athletissima ( Losanna), 10000 m piani - 27'59"16

1984
- 4º al Golden Gala ( Roma), 3000 m piani - 7'47"48

1985
- 6º all'Athletissima ( Losanna), 10000 m piani - 28'09"32
- 5º al Golden Gala ( Roma), 5000 m piani - 13'29"48
- Bronzo all'ISTAF Berlin ( Berlino), 3000 m piani - 7'46"95
- 6º al Memorial Van Damme ( Bruxelles), 3000 m piani - 7'48"66
- Oro al Giro Media Blenio ( Dongio) - 33'31"

1986
- 9º al Bauhaus-Galan ( Stoccolma), 5000 m piani - 13'30"86
- Argento al Giro Media Blenio ( Dongio) - 33'11"

1987
- Oro al Giro Media Blenio ( Dongio) - 33'01"

1989
- 14º al Memorial Van Damme ( Bruxelles), 10000 m piani -